# Trinitatiskirche (Unterlauter)

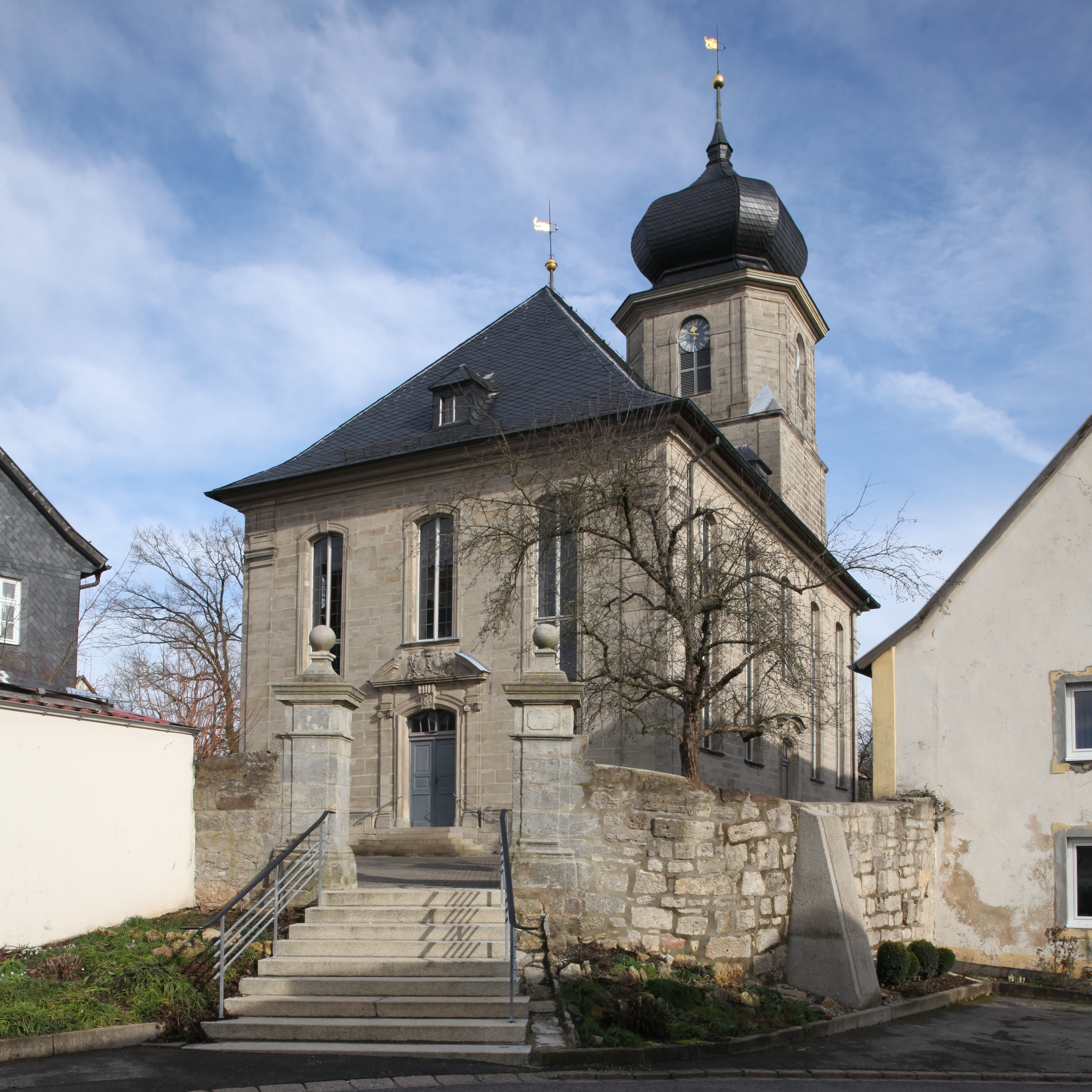
Trinitatiskirche in Unterlauter

Die evangelisch-lutherische Trinitatiskirche im oberfränkischen Unterlauter, einem Gemeindeteil von Lautertal im Landkreis Coburg, stammt in ihrer heutigen Gestalt aus dem Jahr 1743.

## Geschichte
Die Pfarrkirche geht auf eine Kapelle zurück, die in einem königlichen Hof lag und 1265 urkundlich erwähnt wurde, als sie mit der Propstei zu Coburg vereinigt wurde. Die romanische Kirche war Teil einer Wehrkirchenanlage. Die Pfarrei wurde 1461 wieder selbständig. Die erste protestantische Kursächsische Kirchenvisitation fand 1529 statt. Der erste protestantische Pfarrer wurde 1553 Paulus Rindermann. Im Jahr 1687 sind Reparaturen und nach Anhebung des Kirchendaches der Einbau eines hölzernen Tonnengewölbes bei dem Gotteshaus durchgeführt worden.
1740 begannen die Bauarbeiten für eine neue Kirche, etwa doppelt so groß wie der Vorgängerbau, nach Plänen des Coburger Hofmaurermeisters Johann Georg Brückner. Den Abbrucharbeiten des alten Gotteshauses folgte am 13. Juni 1741 die Grundsteinlegung. Die Kirchweihe war am 28. Oktober 1744. Die Baukosten betrugen 2481 Gulden. Peter Brückner und Johann Peter Wagner malten die Kirche 1789 neu aus. 1829 wurde der Turm repariert und 1898 die Kirche umfangreich renoviert. Am 10. April 1945 wurden durch US-amerikanische Jagdbomber Kirchturmzwiebel, Kirchendach, Orgel, Kanzel, Altar und Bänke teilweise zerstört. Die Wiederherstellung war in den folgenden Jahren.

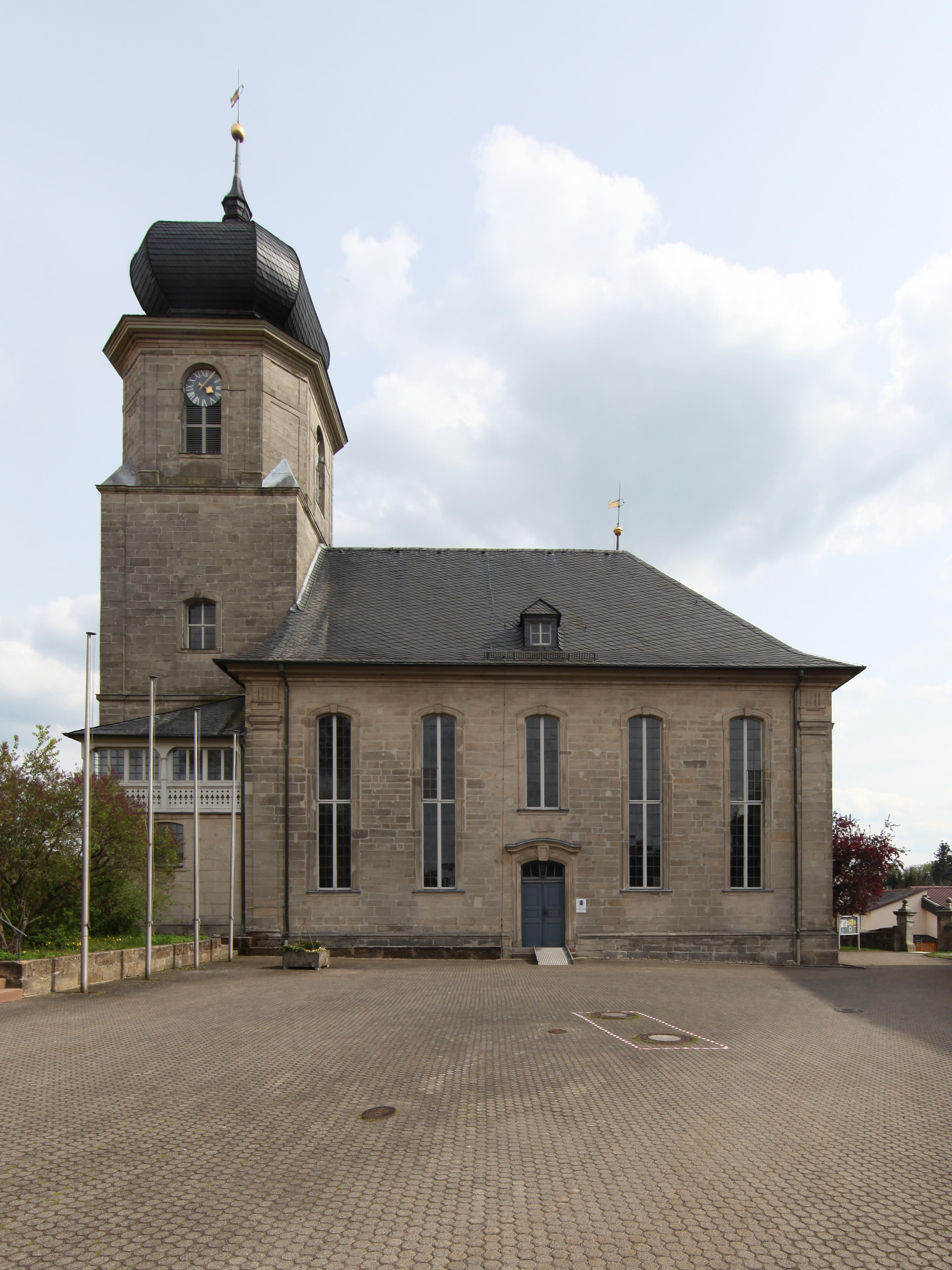
Nordseite

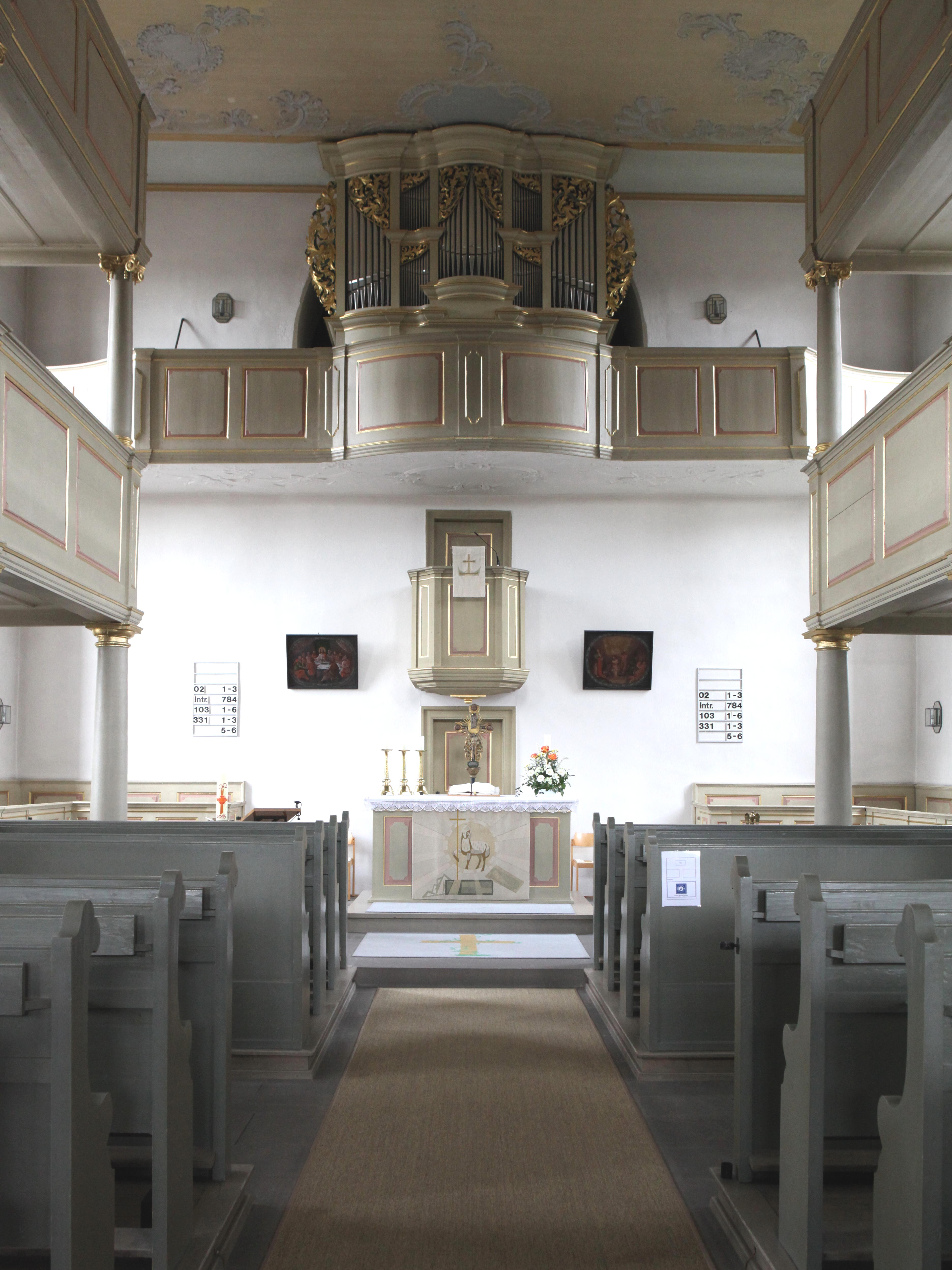
Kanzelaltar und Orgel

## Baubeschreibung
Die Kirche wurde im Markgrafenstil errichtet. Der an das Kirchenschiff angebaute Kirchturm, mit einem quadratischen Grundriss von 4,9 Metern Kantenlänge, enthält die Sakristei nebst Treppenraum und wird von einer Flachdecke überspannt. Der Altarraum war wohl anfangs im Erdgeschoss. Das Langhaus, 18,3 Meter lang und 11,1 Meter breit, ist ein rechteckiger Saalbau und hat eine in Stuck mit Bandelwerk und Rokokoschmuck verzierte Flachdecke. Innen befinden sich ein Kanzelaltar mit einer Orgelempore darüber und eine zweigeschossige, dreiseitige Empore. Je fünf Fenster an den Längsseiten und drei an der Westseite sind flachbogig, geohrt und tragen Fascien und vortretende Schlusssteine. Unter den mittleren Fenstern jeder Seite befindet sich eine Tür. Das Hauptportal in der Westfassade hat einen konsolförmigen Schlussstein und ist durch ionische Pilaster mit verkröpftem Gebälk sowie einen Flachbogengiebel mit den Initialen „CEFJ“ der beiden zu der Erbauungszeit gemeinsam regierenden Herzöge Christian Ernst und Franz Josias und dem Rautenkranzwappen in Palmzweigen unter der Krone eingefasst. Über der Nord- und der Südtür tragen Tafeln lange lateinische Inschriften.
Die Sandsteinfassade hat ein Sockelgesims mit Wulst und an den Gebäudeecken dorische Pilaster. Die Kirchturmfassade wird in den unteren Geschossen durch Fenster an der Nord- und Südseite, getrennt durch Gesimse, gegliedert. Den oberen Abschluss bildet ein achteckiges Geschoss mit Pilastereinfassungen und vier rundbogigen Fenstern. Darauf steht auf einem Gesims eine achteckige verschieferte Zwiebelkuppel.
In der Sakristei befindet sich die aufwändig gestaltete Grabplatte des meiningischen Geheimrats Ferdinand Adam von Pernau Herr von Perney und Freiherr von Rosenau, einem alten tiroler-niederösterreichischen Geschlecht entstammend, der 1731 gestorben ist.
Unter dem Altar ist der ehemalige Besitzer von Schloss Rosenau und bekannte Ornithologe mit seiner Frau, die 1754 starb, in einer Gruft bestattet.

## Glocken
Im Kirchturm hängen drei Glocken. Die größte und älteste wurde 1843 gegossen und hat einen Durchmesser von 94 Zentimetern. Die mittlere und die kleine Klanggussglocke stammen aus dem Jahr 1952 und ersetzen zwei Glocken, die im Zweiten Weltkrieg eingezogen wurden.

## Orgel
1687 hatte die Kirche eine Orgel mit neun Registern. Mit dem Kirchenneubau errichtete der Coburger Orgelbauer Heinrich Daum eine neue Orgel, die 1747 von der Gemeinde übernommen wurde. Das Instrument hatte ein Hauptmanual, ein Positiv, Pedal und 19 Register. Eine größere Reparatur führte 1850 der Neustadter Orgelbauer Johann Andreas Hofmann aus. Ein durchgreifender Umbau mit Kegelladen für das Hauptwerk sowie Erneuerungen der Klaviere und verschiedener Register erfolgten 1886 bis 1888 durch Anton Hasselbarth aus Coburg.
2001 wurde die alte Orgel durch einen Orgelneubau der Orgelmanufaktur Jürgen Lutz aus Feuchtwangen mit 24 Registern, zwei Manualen und Pedal ersetzt. Grundlagen waren die Disposition von Heinrich Daum aus dem Jahre 1744 sowie die Wiederverwendung noch vorhandener Register und der historischen Prospektfront. Der siebenteilige Prospekt besteht aus seitlich stufenförmig abfallenden Pfeifentürmen und wird durch geschnitzte Schleier und Blindflügel aus Akanthuslaubwerk verziert.

## Kirchgemeinde
Zum Kirchsprengel gehörten neben Unterlauter jahrhundertelang die Orte Oberlauter, Tiefenlauter, Oberwohlsbach, Unterwohlsbach, Dörfles, Esbach, Taimbach, Rosenau und zwei Häuser in Beuerfeld. Heute umfasst die Gemeinde Unterlauter, Oberlauter und Tiefenlauter. Filialkirchen stehen in Neukirchen und Rottenbach mit Tremersdorf.